# Проблемът с комарите и други истории
„Проблемът с комарите и други истории“ е български пълнометражен документален филм, режисиран от Андрей Паунов в сътрудничество с историчката Лилия Топузова. През 2007 година е включен в 46-ата Международна седмица на критиката на Фестивала в Кан.

## Сюжет
Филмът представя град Белене през всекидневието и житейските истории на различни негови жители, които живеят между идеологизираните образи на АЕЦ Белене и концлагера в Белене. За много от жителите на града големите кранове, чуждите инвеститори и веселите песни на мажоретки, които празнуват изграждането на ядрената електроцентрала, са знаци на светлото бъдеще, което предстои. Логото на АЕЦ-а може да бъде видяно навсякъде – върху сгради или върху домашна посида. В другия полюс обаче е миналото, което никой не желае да си спомни – концлагерът Белене. Разказите за ужасяващи престъпления са се надвесили над града.
Светът, представен във филма, е постоянно променян от идеологии, режими и мечти за икономически просперитет. Съдбите на героите на филма илюстрират пресичането на тъмното минало, ядреното бъдеще и вечният проблем с комарите, които остават неизменени от времето и хода на историята. Всичко това е представено през мозайка от лични истории, които постепенно разказват историята на града.
Филмът е плод на сътрудничеството между режисьора Андрей Паунов и историчката Лилия Топузова, която е изследвала мрежата от концентрационни лагери в България.

## Критика
Световната премиера на филма е по време на 46-ата Международна седмица на критиката на Фестивала в Кан през 2007 година. Филмът е показван на редица международни филмови фестивали, включително фестивалите в Торонто, Карлови вари, Пусан и Лондон.
Филмът е пуснат за разпространение в българските кина през 2008 година.

## Награди
- Най-добър пълнометражен документален филм – Лондон 2007
- „Златен ритон“ за операторско майсторство и най-добър продуцент – Пловдив 2007
- Най-добър документален филм, свързан с човешките права – Сараево 2007
- Голямата награда – Призрен, Косово 2007
- Специалната награда – BRITDOC 2007
- Най-добър регионален документален филм – Мотовун, Хърватия 2007
- Специалната награда – Карлови Вари 2007
- Наградата за най-добър документален филм OFF-DOCÚPOLIS – DOCÚPOLIS 2008, Барселона
- Голямата награда – Sunny Side of the Doc 2008
- Най-добър пълнометражен неигрален филм – Звездите на Шакен – Алмати 2008, Казахстан
- Най-добър документален филм – ASTERFEST 2008, Струмица, Македония
- Най-добър документален филм – Документа Мадрид 2008
- Най-добър документален филм – MEDIAWAVE 2008, Унгария
- Специална награда – goEast Висбаден 2008
- „Златен витяз“ за най-добър пълнометражен документален филм на Първия международен фестивал на екологичното кино, Русия 2009